# Михаел Бузелмайер
Михаел Бузелмайер (на немски: Michael Buselmeier) е немски писател и поет.
В България е известен преди всичко с книгата си „Кучетата на Пловдив“, издадена през 1996 на български в издателство „Пигмалион“ и на немски под заглавието „Die Hunde von Plovdiv“ в издателство Вундерхорн (Das Wunderhorn) като част от поредицата „Немско пътуване към Пловдив“ на същото издателство.
Живее в Хайделберг.